# Recreio
Recreio este un oraș în Minas Gerais (MG), Brazilia.